# 12·28墨玉县县委袭击
12·28墨玉县县委袭击，是指于2016年12月28日发生在中华人民共和国新疆墨玉县县委的一场袭击事件，中华人民共和国政府将此事件定性为恐怖袭击。
2016年12月28日16时50分许，3名袭击者驾车冲入墨玉县县委大院，持砍刀袭击工作人员，随后引爆炸弹。事件造成一名官员和一位保安死亡，另外有三人受轻伤，袭击者随后被当场击毙。
2017年1月5日，中国共产党新疆和田地区地委书记张金标、和田地委委员墨玉县委书记何军涉嫌严重违纪、失职失察，接受组织调查。2月22日，县委办公室副主任艾力·霍加阿卜杜拉、加罕巴格村党支部书记麦麦提尼亚孜·玉苏普、居玛巴扎村党支部书记阿卜杜麦麦提·萨迪尔三人因失职渎职，被和田地区检察分院依法逮捕。